# Diana Rast
Diana Rast (28 augustus 1970) is een voormalig wielrenster uit Zwitserland. Ze vertegenwoordigde haar vaderland bij de Olympische Spelen van 1996 in Atlanta.

## Erelijst
1996
- 1e in Gran Premio della Liberazione
- 3e in Ronde van Bern
- 2e in Eindklassement Giro della Toscana Femminile
- 2e in Zwitserse kampioenschappen, individuele tijdrit, Elite
- 15e in Olympische Spelen, wegwedstrijd, Elite
- 15e in Olympische Spelen, individuele tijdrit, Elite

1997
- 1e in Ronde van Bern
- 3e in Eindklassement Emakumeen Bira
- 3e in Zwitserse kampioenschappen, wegwedstrijd, Elite

1998
- 2e in Zwitserse kampioenschappen, wegwedstrijd, Elite

1999
- 2e in Ronde van Bern

2000
- 1e in GP Winterthur
- 1e in  Zwitserse kampioenschappen, wegwedstrijd, Elite

2002
- 3e in Rund Um die Rigi-Gersau

2003
- 3e in Zwitserse kampioenschappen, wegwedstrijd, Elite
- 3e in Zwitserse kampioenschappen, individuele tijdrit, Elite